# Bratuš
Bratuš falu Horvátországban Split-Dalmácia megyében. Közigazgatásilag Baška Vodához tartozik.

## Fekvése
Splittől légvonalban 47, közúton 61 km-re délkeletre, Makarskától 7 km-re északnyugatra, községközpontjától 4 km-re délkeletre, Közép-Dalmáciában, a Biokovo-hegység lábánál, az Adria-parti főút alatt a tengerparton található. A település központja régi kőházakból áll, melyek egy kis teret fognak közre, melynek neve Kačićevi dvori.

## Története
Határa már a történelem előtti időben is lakott volt. A település feletti Gradina nevű magaslaton kétezer évvel ezelőtt erődített település állt, ma ókori régészeti lelőhely. Bratuš a 17. században keletkezett, amikor a közeli Podgorából néhány halászcsalád telepedett itt meg. Első írásos említése 1674-ben történt. Lakói egykor főként a halászatból éltek. A velencei uralomnak 1797-ben vége szakadt és osztrák csapatok vonultak be Dalmáciába. 1806-ban az osztrákokat legyőző franciák uralma alá került, de Napóleon lipcsei veresége után 1813-ban újra az osztrákoké lett. 1918-ban az új szerb-horvát-szlovén állam, majd később Jugoszlávia része lett. A település a háború után a szocialista Jugoszláviához került. 1991 óta a független Horvátországhoz tartozik. Baška Voda község 1993-ban alakult meg, addig Bratuš is Makarska községhez tartozott. Az utóbbi időben számos hétvégi ház és nyaraló épült a településen. 2001-ben a településnek 70 állandó lakosa volt, akik a turizmusból éltek és a bast-baška vodai plébániához tartoztak. A turisták kényelmét kereskedelmi és vendéglátó egységek szolgálják.

## Nevezetességei
- Kačićevi dvori régi házai a tradicionális dalmáciai építészet fennmaradt emlékei.
- Gradina ókori régészeti lelőhely kétezer éves maradványokkal.

## Fordítás
Ez a szócikk részben vagy egészben  a   Bratuš című horvát Wikipédia-szócikk ezen változatának fordításán alapul.  Az eredeti cikk szerkesztőit annak laptörténete sorolja fel. Ez a jelzés csupán a megfogalmazás eredetét és a szerzői jogokat jelzi, nem szolgál a cikkben szereplő információk forrásmegjelöléseként.